# Ambès
Ambès – miejscowość i gmina we Francji, w regionie Nowa Akwitania, w departamencie Gironde.
Według danych na rok 1990 gminę zamieszkiwało 2567 osób, a gęstość zaludnienia wynosiła 89 osób/km² (wśród 2290 gmin Akwitanii Ambès plasuje się na 172. miejscu pod względem liczby ludności, natomiast pod względem powierzchni na miejscu 300.).